# Pseudoromicia rendalli
Pseudoromicia rendalli — вид рукокрилих ссавців із родини лиликових.

## Середовище проживання
Цей вид був широко, але нерівномірно, записаний на більшій частині Африки південніше Сахари. Населяє вологі й сухі савани, вологі та сухі тропічні чагарники, збезлісенні області. Місця спочинку включають дупла дерев, густе листя, солом'яні хатини, цегляні стіни і крокви.

## Загрози та охорона
Немає серйозних загроз для цього виду. Поки не відомо, чи вид присутній в будь-якій з природоохоронних територій.